# Sylford Walker
Sylford Walker (né en 1956) est un chanteur jamaïcain de reggae ayant travaillé exclusivement pour Joe Gibbs. Il commence sa carrière en 1975 avec le titre Burn Babylon. La réédition en 2000 de son album Lamb's Bread International, avec le deejay Welton Irie, lui a  apporté le succès et lui a permis de tourner dans le monde entier. Depuis 2025 Sylford Walker et Rachaad Amjarii collaborent avec Mackafyah, le selecta du Soundation Sound System,. Début 2025, Sylford Walker a sorti un disque intitulé Good Encouragement et contenant 20 morceaux chez Sunvibes Music.

## Biographie
(août 2020).
Le contenu est difficilement compréhensible vu les erreurs de traduction, qui sont peut-être dues à l'utilisation d'un logiciel de traduction automatique.
Né à Penline Castle, à Saint Andrew, Walker a déménagé à Kingston à l'âge de neuf ans. Walker a commencé à travailler avec le producteur Glen Brown, mais ses premières parutions étaient pour le producteur Joe Gibbs en 1975, notamment les singles "Burn Babylon" et "Jah Golden Pen" (écrit en 1974 alors qu'il purgeait une peine de prison pour possession de marijuana), Walker établit des comparaisons avec Burning Spear. Son premier album, Lamb's Bread, produit par Brown et mixé par King Tubby, a été enregistré en 1978, mais n'a pas été publié avant. Sa période la plus productive a été de travailler avec Brown au milieu  des années 1970, avec des singles “Lamb's Bread” et “Eternal Day”. Greensleeves Records et Shanachie Records ne l'aient publié dix ans plus tard. Dans The Rough Guide to Reggae, Steve Barrow et Peter Dalton décrivent les morceaux de l'album comme des « chefs-d'œuvre mineurs ». Les pistes de l'album ont été réédités en 2000 sur la célèbre critique Blood & Fire libèrent Pain de Lamb internationale qui comprenait également, Welton Irie de disc - jockey versions sur les mêmes pistes rythmiques. intérêt accru dans le travail de Walker a vu la sortie de l'Nutin Na Gwanalbum en 2006, qui comprenait de nouveaux enregistrements produits par Joe Gibbs, et une série de singles réédités au cours de la première décennie du 21e siècle. Walker est retourné au spectacle, incluant quelques tournées européennes dans les années 2000 avec le sélecteur/producteur suisse Asher Selector et plus tard en 2013 avec RDBLCK Artist Agency.

## Discographie
- 1988 - Lamb's Bread (1978)
- 2000 - Lamb's Bread International (1977-78)
- 2006 - Nutin Na Gwan (1975-79)